# 宮島禮吏
宮島礼吏（日语：宮島礼吏，1985年12月15日—），日本男性漫畫家，2005年出道，代表作品為《AKB49～戀愛禁止條例～》、《租借女友》。

## 經歷
- 2005年：獲得於講談社Magazine大賞（MGP）10月期獎勵賞、於講談社第75回週刊少年Magazine新人漫畫賞的選外佳作（現在為特別獎勵賞）。
- 2008年：《Magazine SPECIAL》雜誌上刊載短篇。
- 2009年：《週刊少年Magazine》雜誌上進行的短期集中連載。
- 2010年：《週刊少年Magazine》雜誌上進行《AKB49〜戀愛禁止條例〜》連載。

2017年在網絡上看到新聞有關中國春節返鄉青年為了避免家長逼問交往的事情而租賃女友，產生創作《出租女友》的靈感；作品之後在《週刊少年Magazine》雜誌上連載。
2022年2月移籍至白泉社《Young Animal》雜誌上進行《紫雲寺家的兄弟姊妹》連載。

## 作品列表

### 連載
- （原作：原田重光、週刊少年Magazine、2009年4・5合併號 - 9號、單行本未發行）
- 《AKB49〜戀愛禁止條例〜》（AKB49〜恋愛禁止条例〜）（原案協力：高橋ヒサシ、原作：元麻布FACTORY、週刊少年Magazine、2010年39號 - 2016年8號、全29卷）
- 《江戶奇忍譚MONONOTE》（-江戸忍稼業- もののて）（週刊少年Magazine、2016年37・38合併號 - 2017年2・3合併號、全3卷）
- 《出租女友》（彼女、お借りします）（週刊少年Magazine、2017年32号 - 連載中、目前41卷）
- 《紫雲寺家的兄弟姊妹》（紫雲寺家の子供たち）（Young Animal、2022年5号 - 連載中、目前7卷）

### 單篇
- アイコン（Magazine SPECIAL、2008年10月号）

## 其他
- 2013年12月3日 Mobage上服務且提供幫助給社交網絡遊戲描繪職業人物卡「漫画家助手 芹野勾玉（漫画家アシスタント 芹野勾玉）」於期間限定中登場。
- YouTube上有一位YouTuber曾經用英語將其當作例子講述日本漫畫家的一天。影片標題為：Day in the Life of a Japanese Manga Creator[2]。

## 師傅
- 寺嶋裕二

## 外部連結
- 宮島禮吏的X（前Twitter）
- 宮島禮吏的Instagram帳戶
- 宮島禮吏的pixiv
- 宫岛礼吏的微博账户 （页面存档备份，存于）